# Suillus viscidus
Suillus viscidus (Carl Linnaeus, 1753 ex Roussel, 1796), din încrengătura Basidiomycota în familia Suillaceae și de genul Suillus, este o ciupercă comestibilă care coabitează, fiind un simbiont micoriza (formează micorize pe rădăcinile arborilor). Buretele este denumit în popor pitoașcă lipicioasă sau cenușărese. Apare în România, Basarabia și Bucovina de Nord nu prea des și aproape numai pe sol calcaros, crescând în grupuri mai mici prin păduri de conifere sau mixte sub  larici, preferând zonele alpine până subalpine, unde fructifică din iulie până în octombrie.

## Descriere

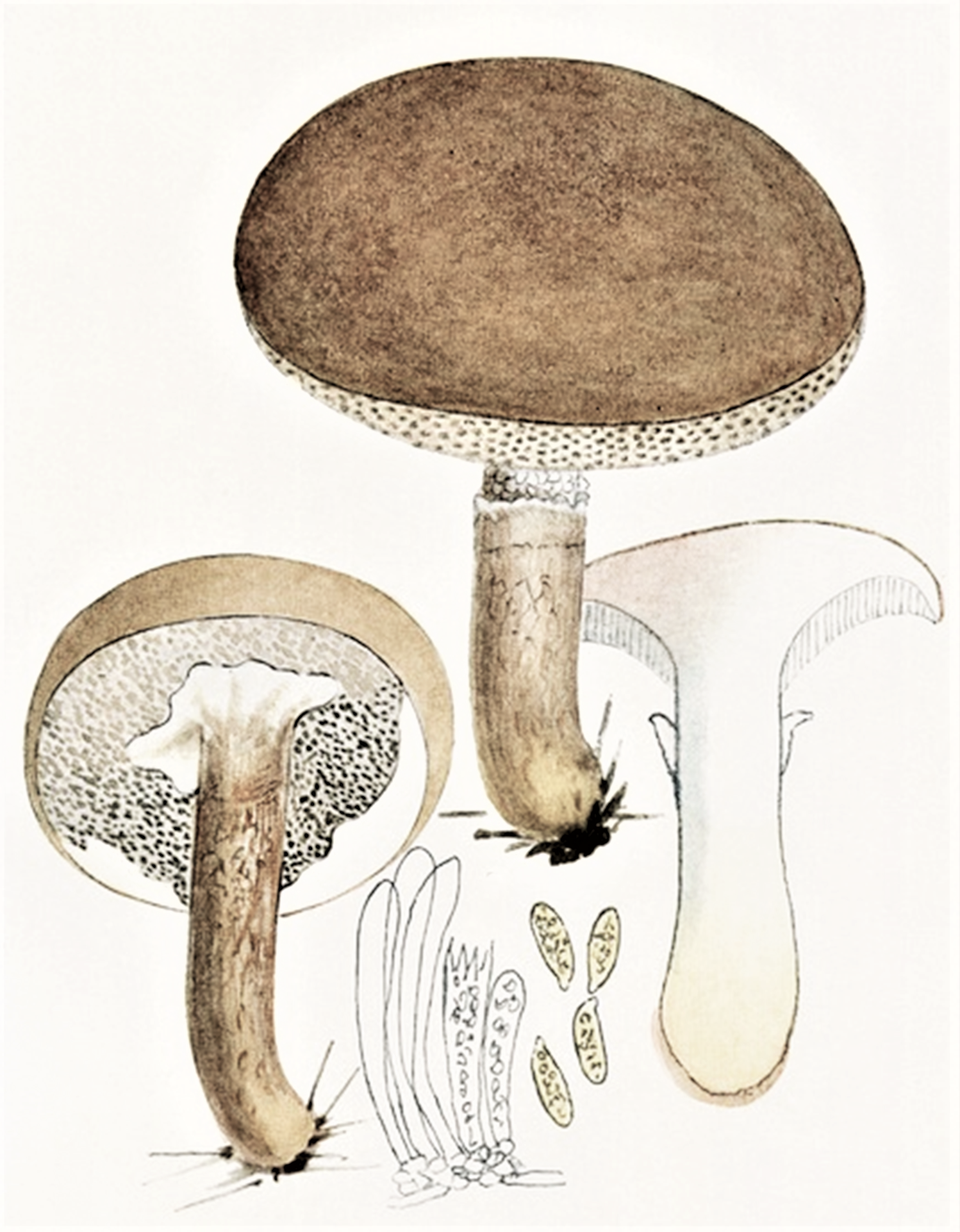
Bres.: Boletus viscidus

- Pălăria: are un diametru de 4-12 cm, este cărnoasă, fiind inițial semisferică, apoi convexă, în sfârșit aplatizată și adesea adâncită în mijloc. Datorită restului de văl parțial albicios, marginea are pentru mult timp un aspect zdrențuros. Cuticula este inițial catifelată, ulterior fină, dar neuniformă, a cărei colorit tinde de la ocru peste gri-verzui la maroniu-gălbui, fiind la vreme uscată lipicioasă și unsuroasă, la umezeală foarte cleioasă și vâscoasă. Ea poate fi îndepărtată ușor de picior.
- Tuburile și porii: sporiferele sunt scurte (8-12 mm), unghiulare, în cele mai multe cazuri decurente, rar aderate la picior precum dificil separabile de pălărie, sunt mai întâi gri-albicioase, apoi de un gri închis. Porii sunt inițial acoperiți de un văl parțial albicios care rupe după ceva timp, fiind foarte largi, unghiulari și odată cu vârsta prelungiți spre marginea pălăriei. Coloritul este gri-alb, mai târziu murdar gri, devenind ușor mai închis la apăsare.

- Piciorul: are o înălțime de 4-7 cm și o lățime de 1-2 cm, este cilindric, cărnos, plin, dar la bătrânețe parțial găunos, brăzdat-reticulat, fin solzos și mereu destul de cleios. Coloritul este gri-gălbui sau palid maroniu, sub pălărie până la inel alb-verzui. Prezintă un inel subțire și alb care devine repede gri-maro.
- Carnea: este la început tare și compactă, dar se înmoaie cu maturitatea avansată, fiind în pălărie  de culoare gri-albicioasă și în picior, în special spre bază, ușor gălbuie. Se decolorează adesea după tăiere slab albăstrui sau verzui, preferat sub tubulețe și în picior. Mirosul este fructuos și plăcut, gustul dulceag și aromatic.
- Caracteristici microscopice: are spori netezi, fusiformi și au o mărime de 8-14 x 3,5-5 microni. Praful lor este maroniu.[3][4]

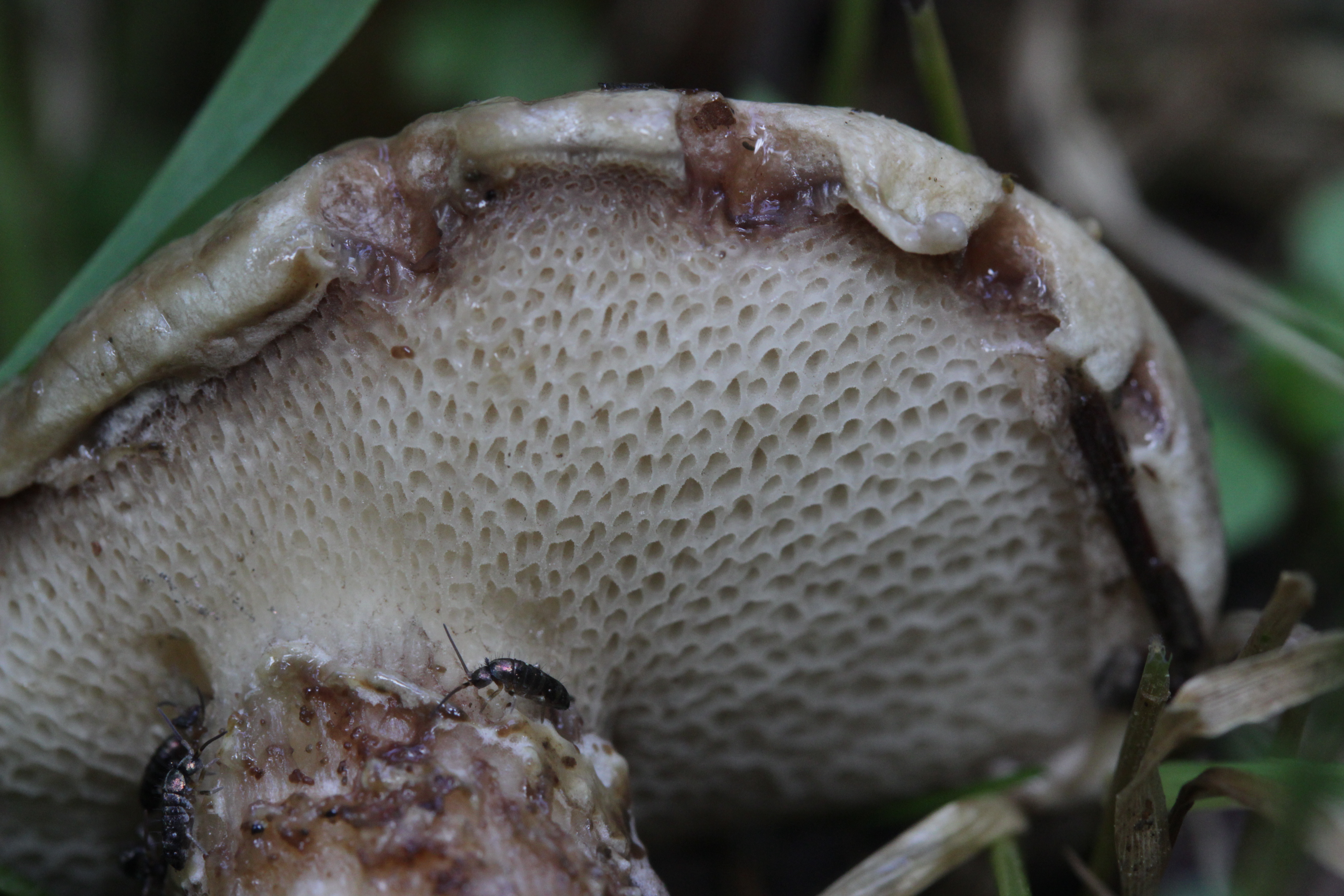
S. viscidus, pori din apropiere
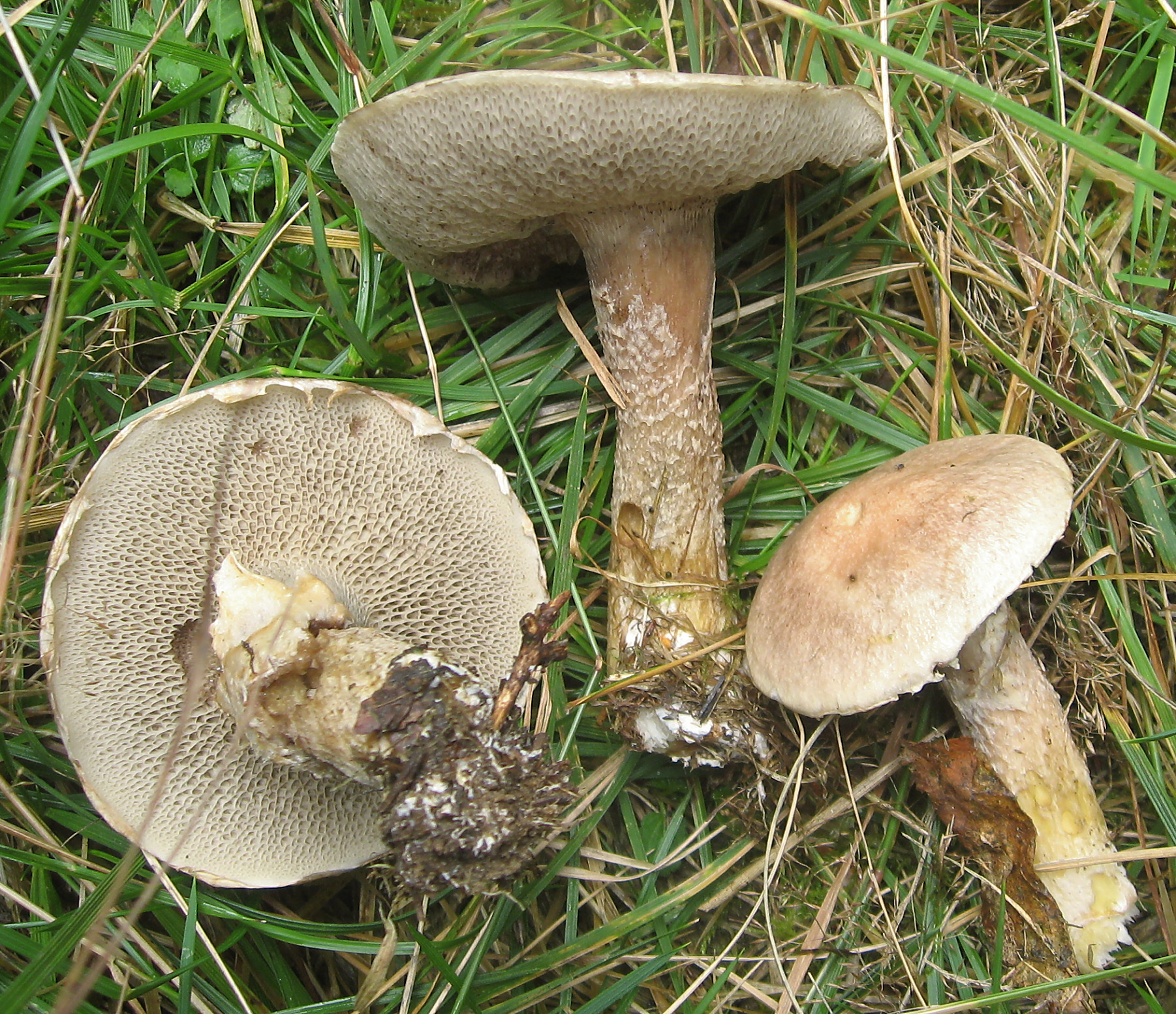
S. viscidus, pori și picior
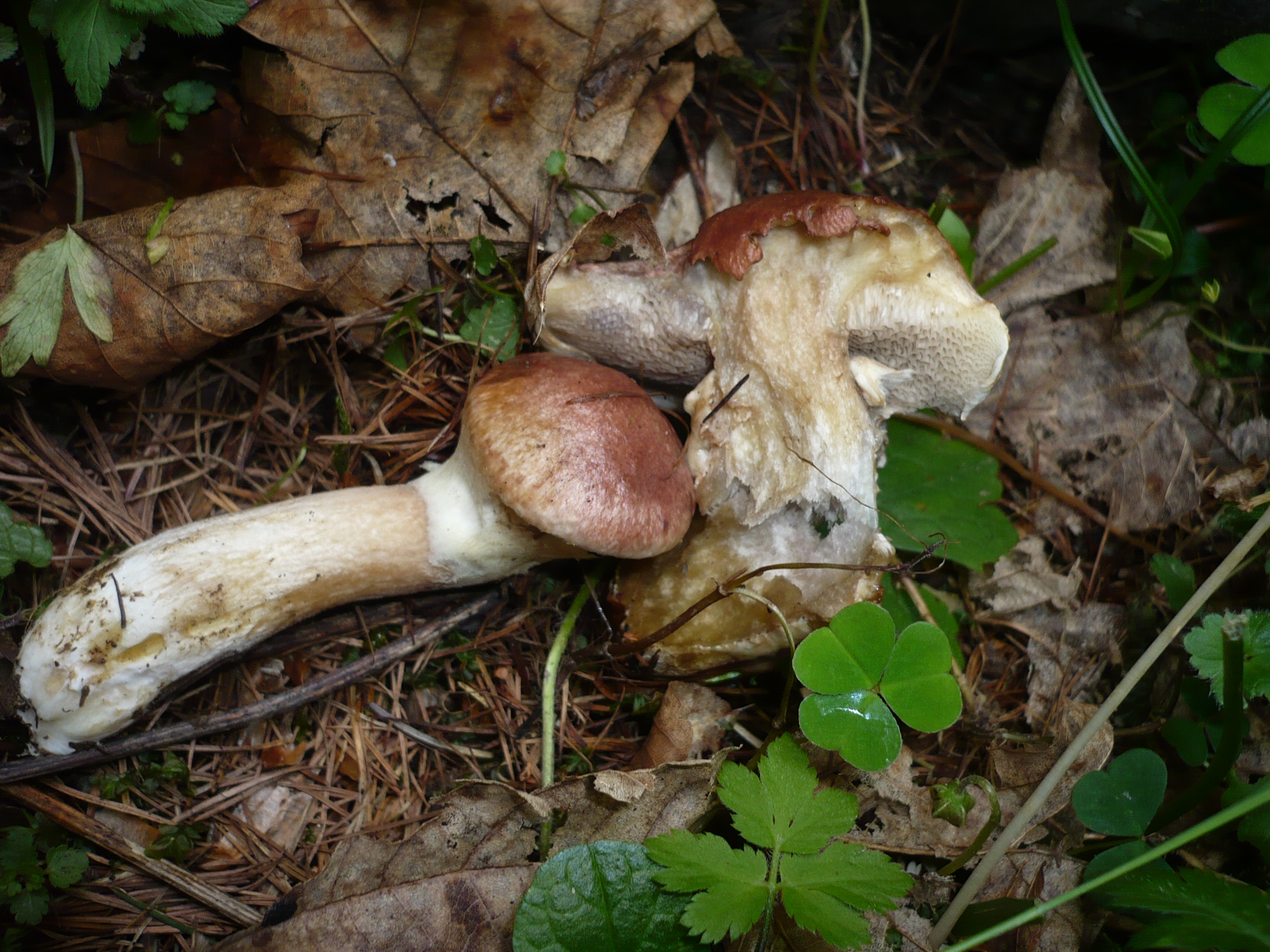
S. viscidus tânăr și bătrân

## Confuzii
Buretele poate fi confundat cu alte specii din genul Suillus precum soiuri foarte apropiate, cu toate comestibile, cum sunt: Chalciporus piperatus, sin. Boletus piperatus, Gyrodon lividus, Suillus bovinus, Suillus bresadolae, Suillus collinitus, Suillus flavidus, Suillus granulatus, Suillus grevillei, Suillus luteus sin. Boletus suillus, Suillus plorans, Suillus tridentinus, Suillus variegatus, sau cu Buchwaldoboletus lignicola sin. Pulveroboletus lignicola, Boletus subtomentosus sin. Xerocomus subtomentosus din familia Boletaceae..

## Specii asemănătoare

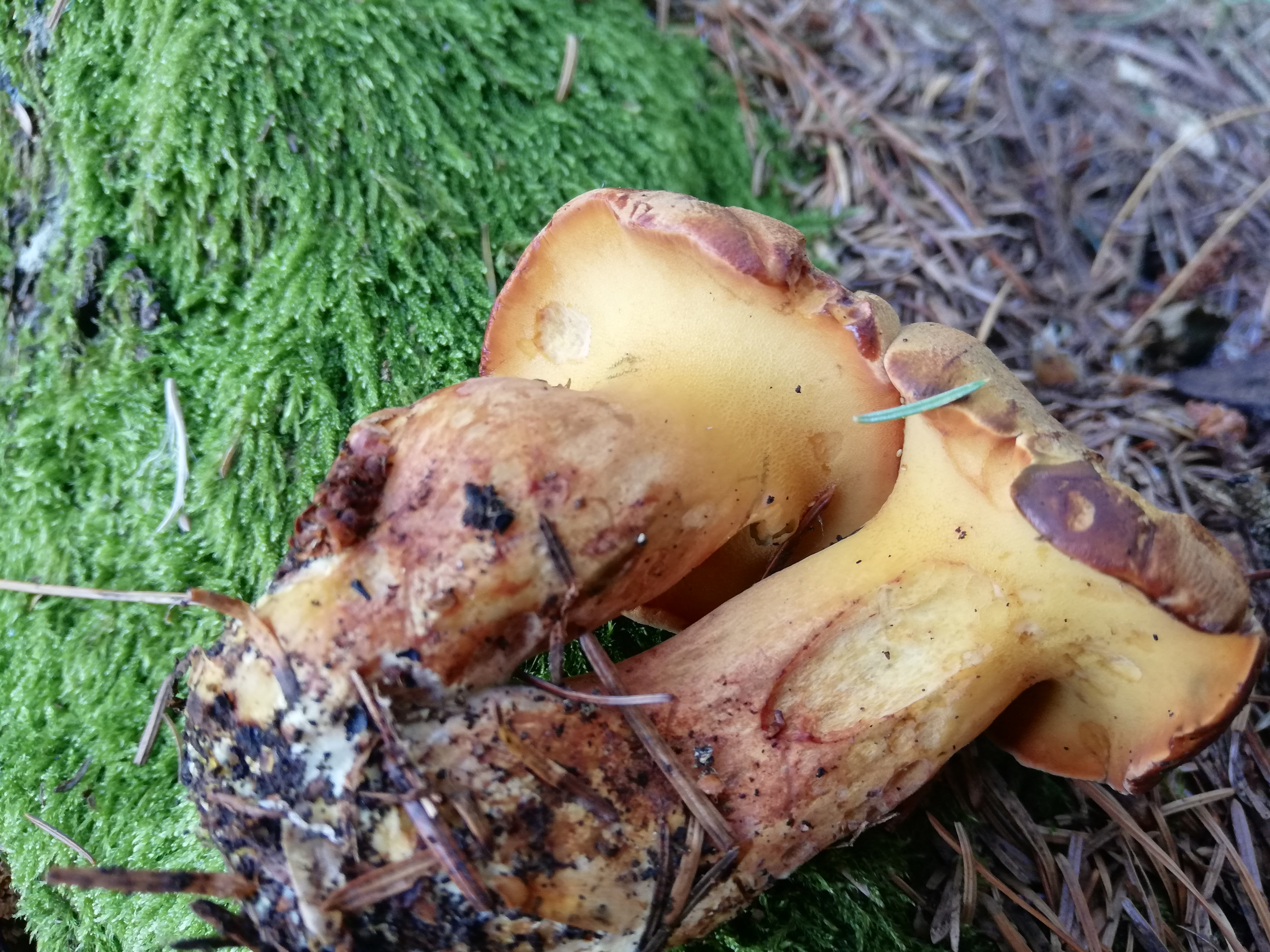
Buchwaldoboletus lignicola
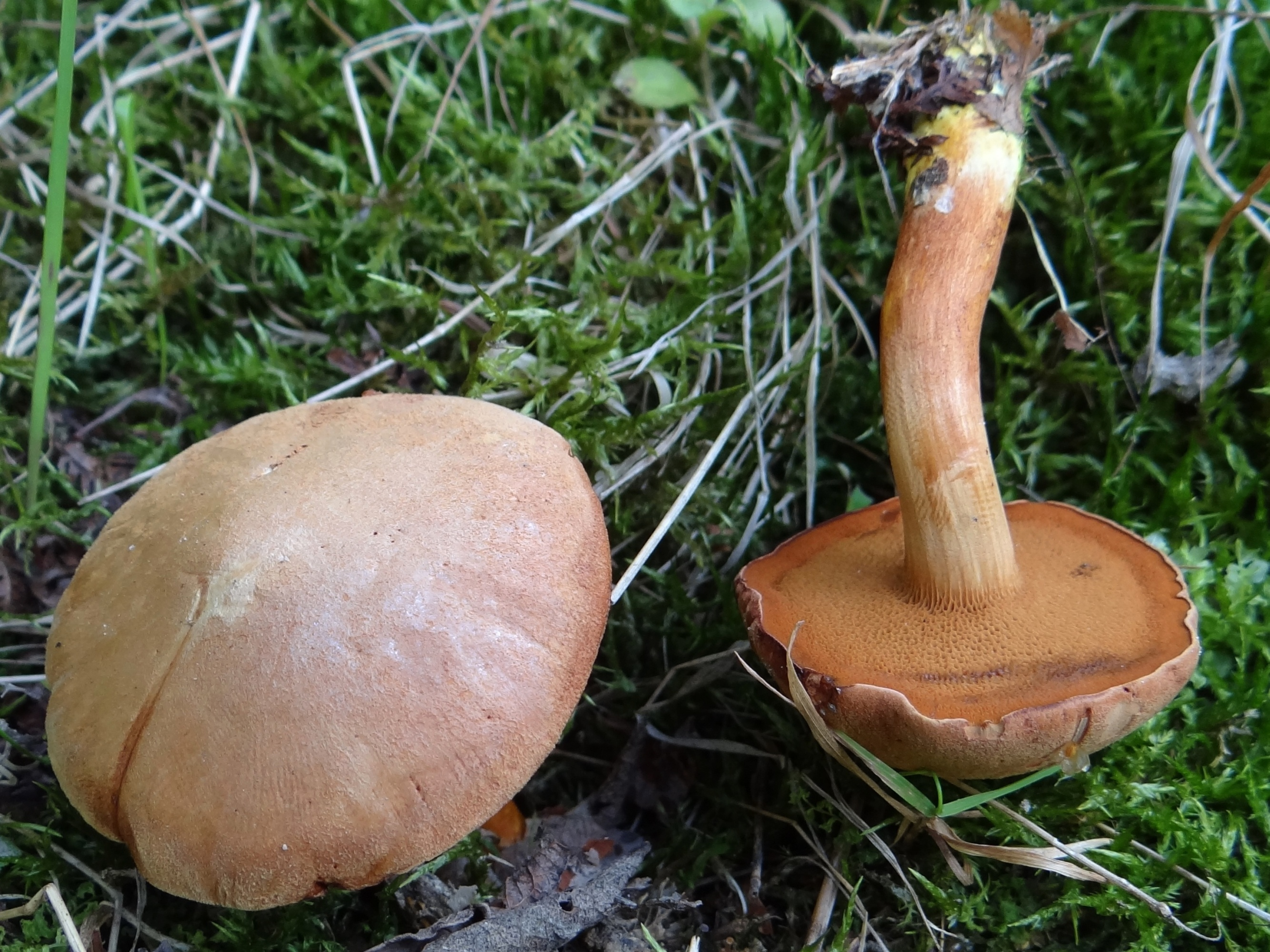
Chalciporus piperatus
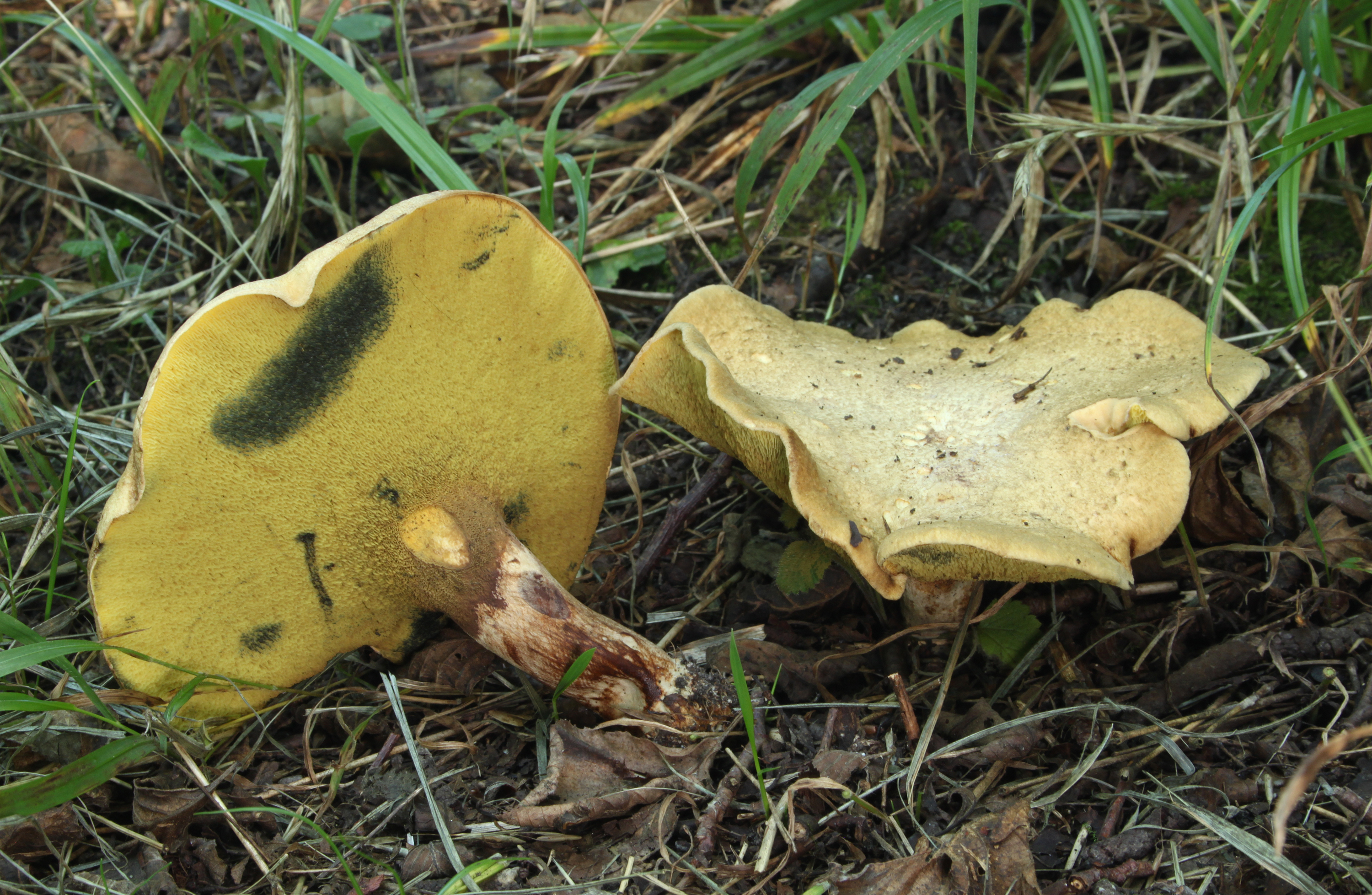
Gyrodon lividus
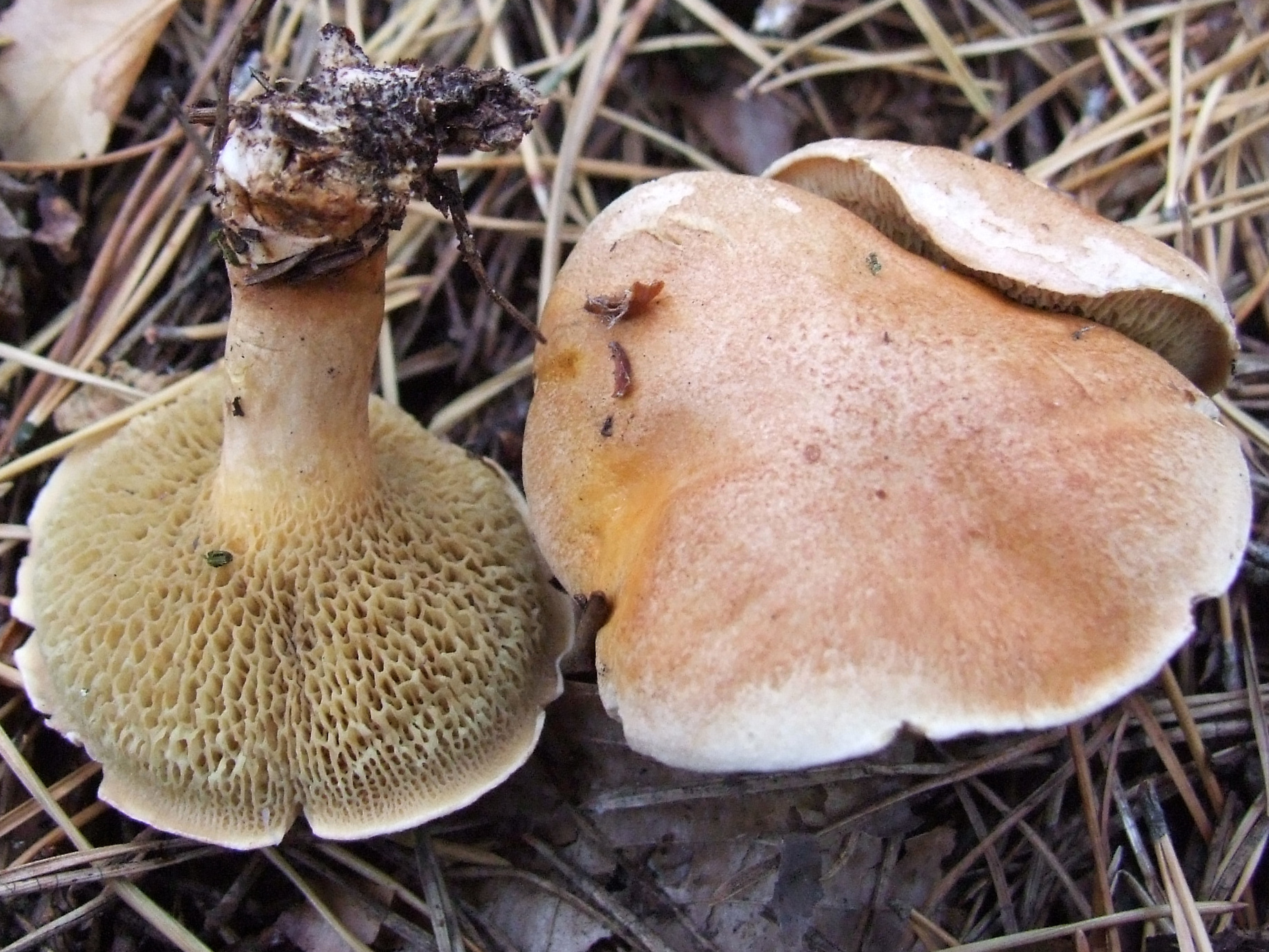
Suillus bovinus
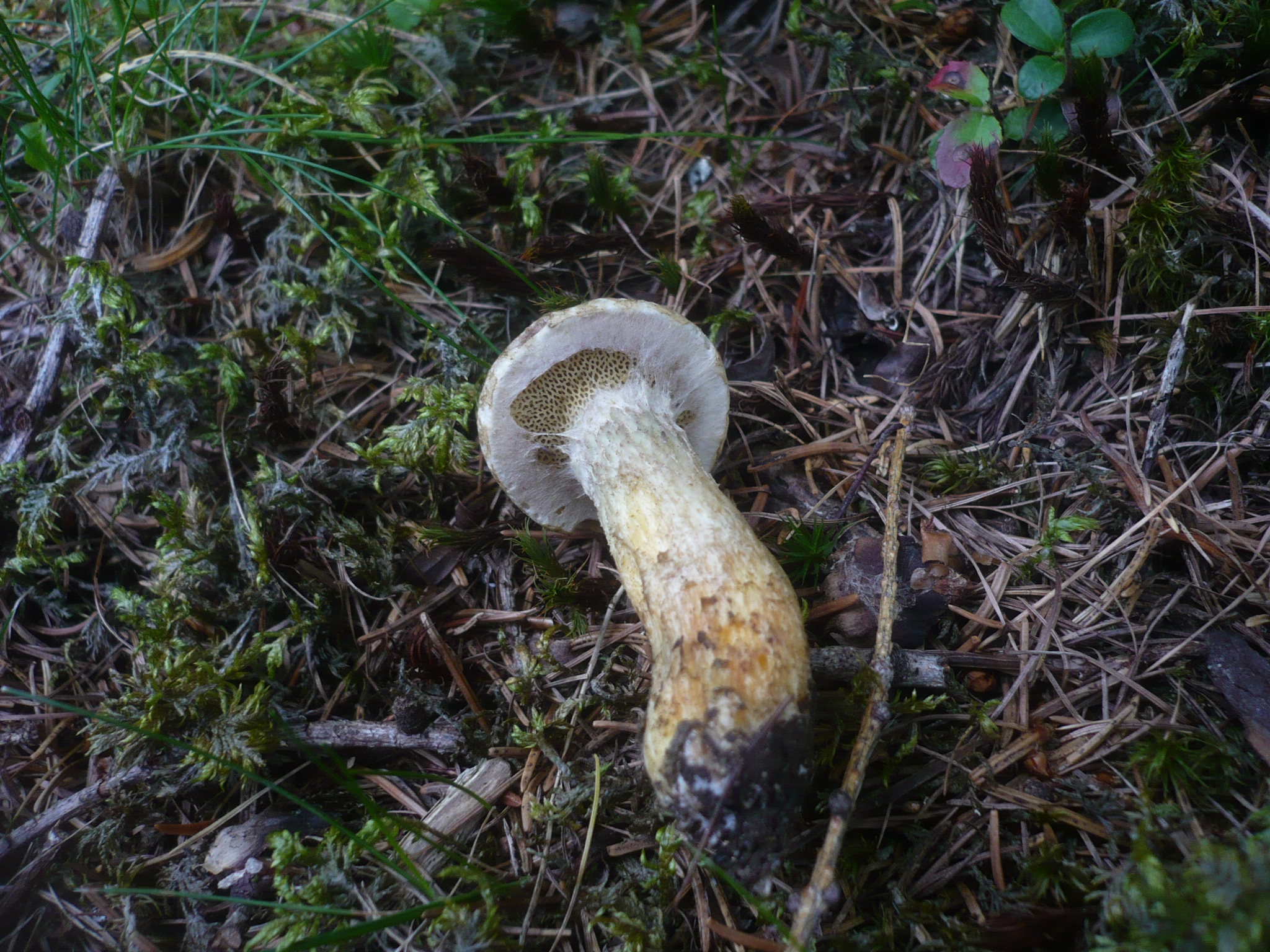
Suillus bresadolae

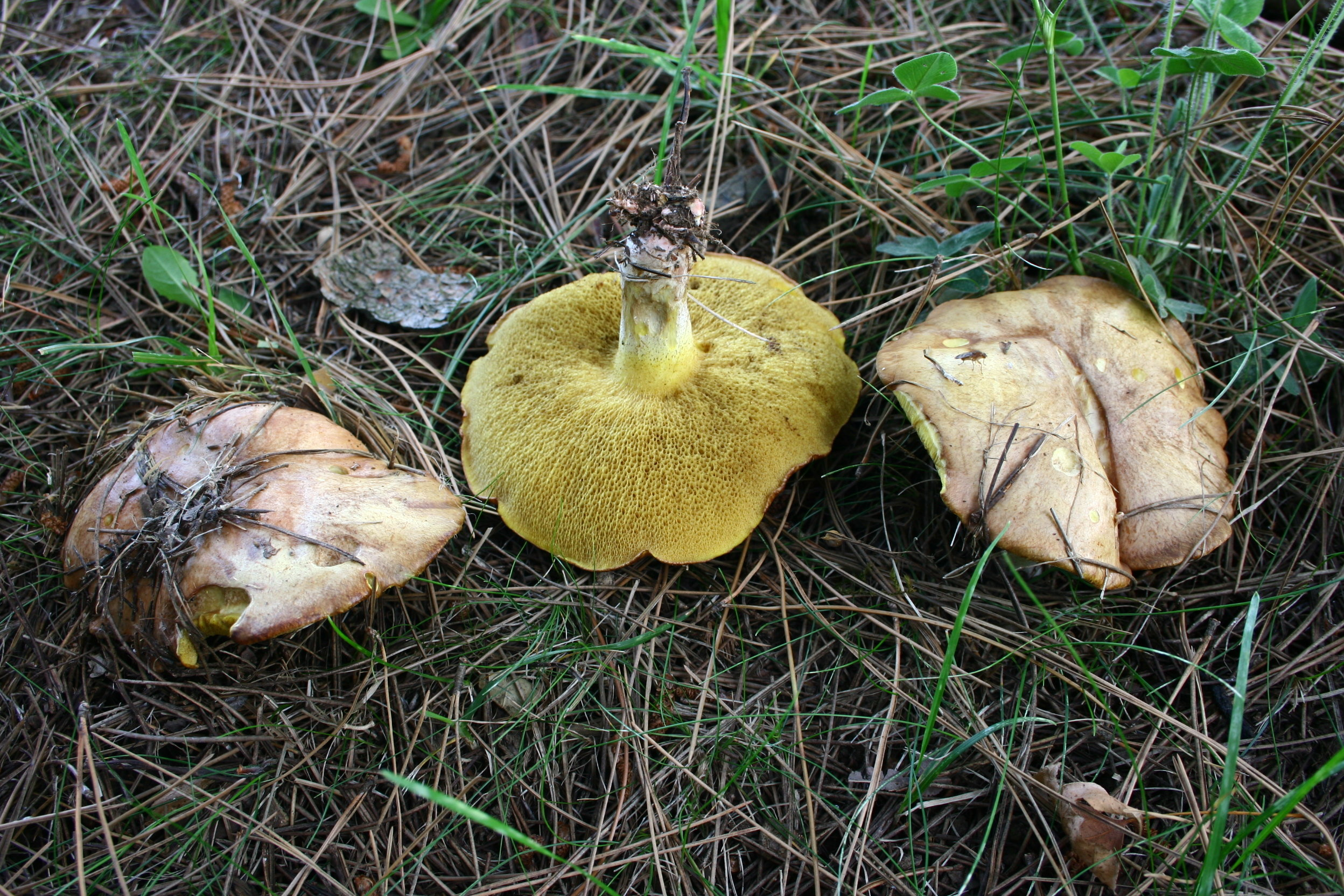
Suillus collinitus
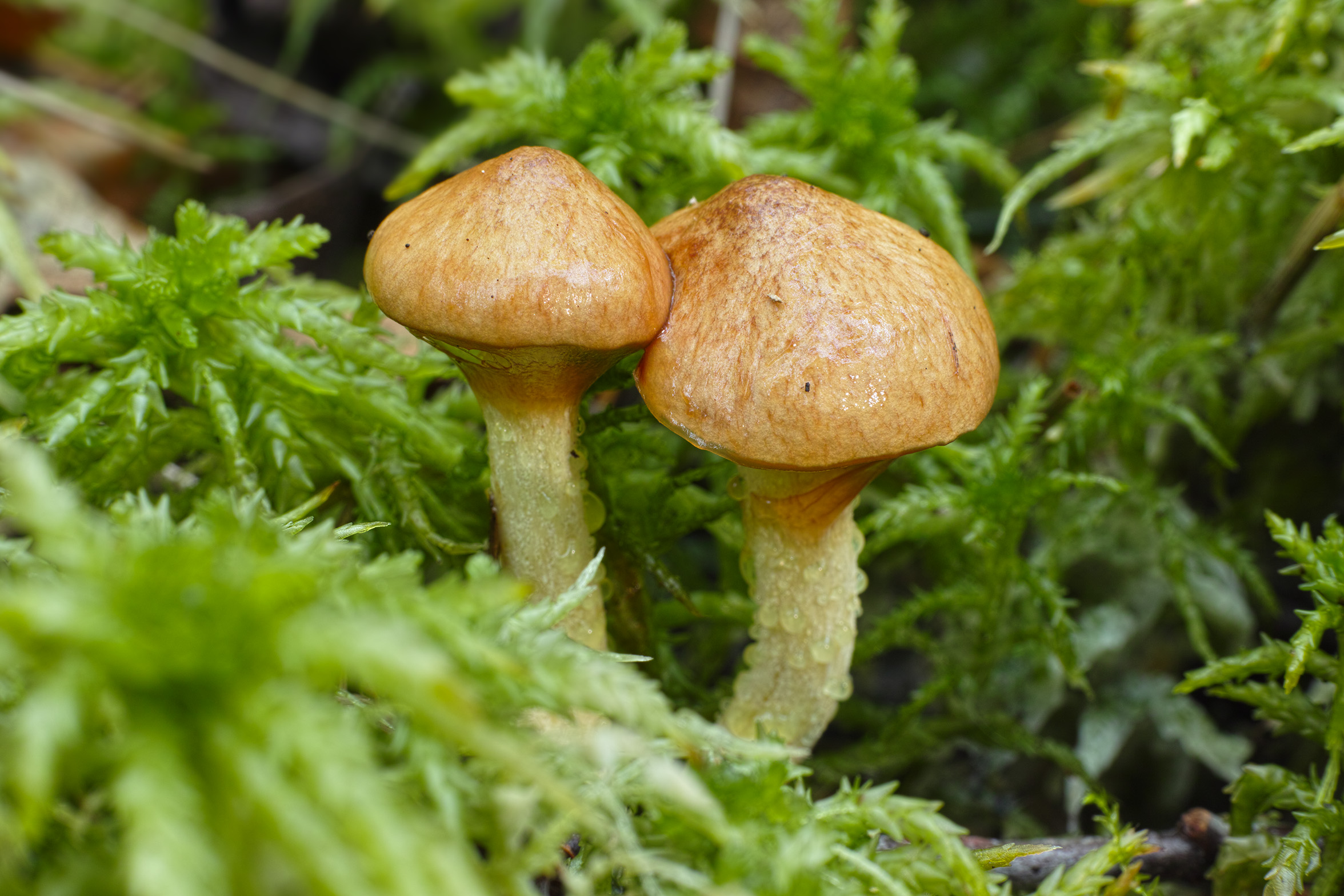
Suillus flavidus
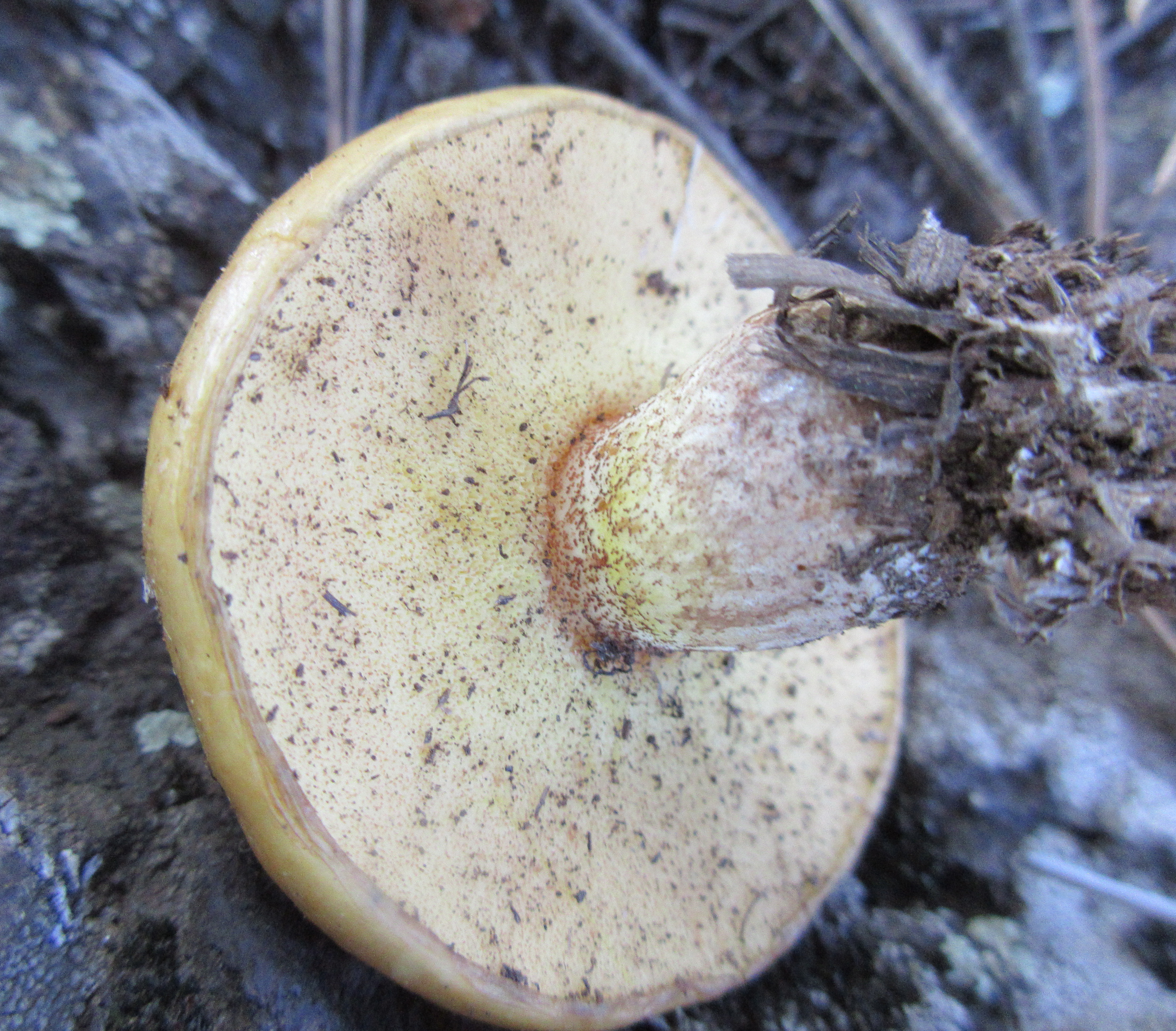
Suillus granulatus
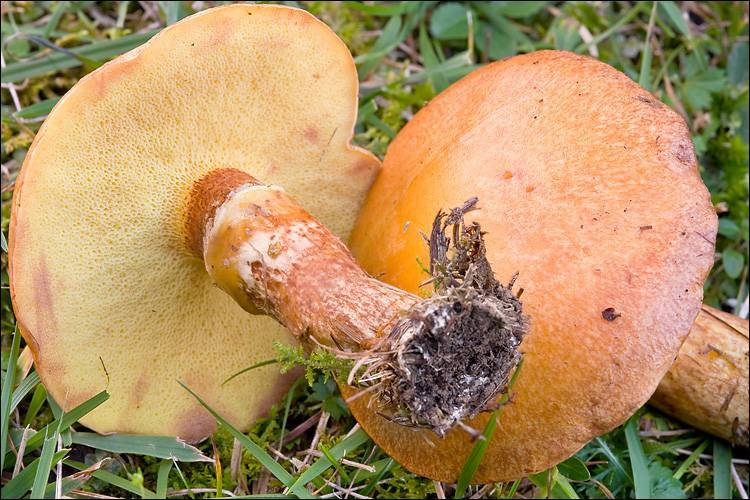
Suillus grevillei
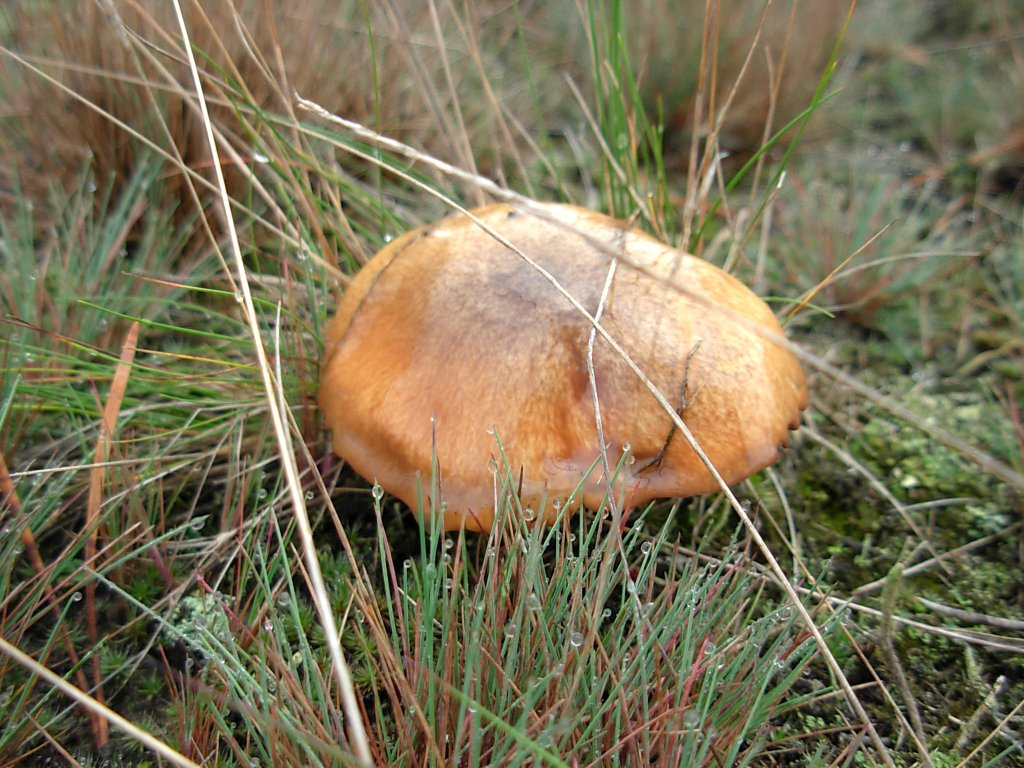
Suillus luteus

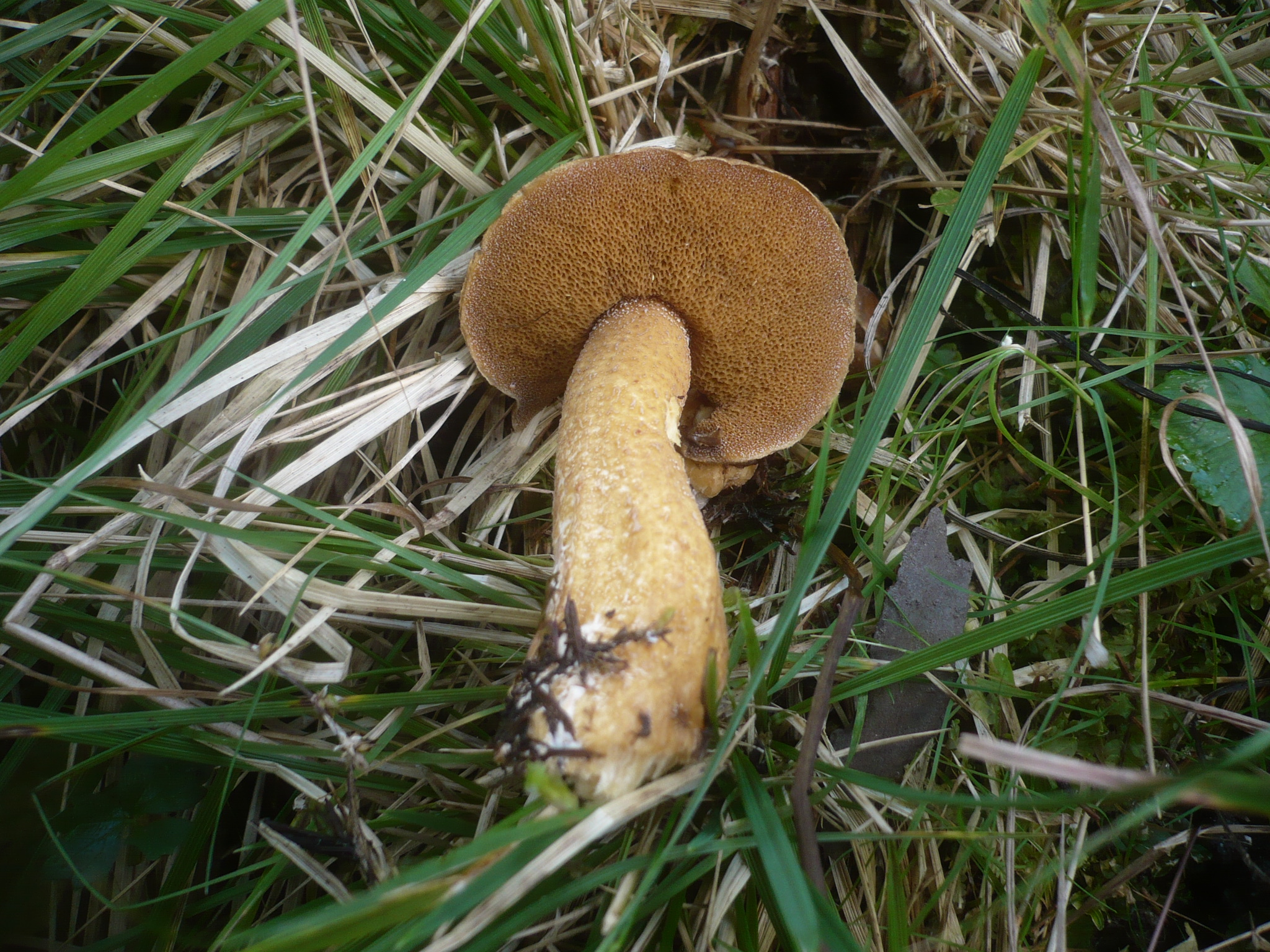
Suillus plorans
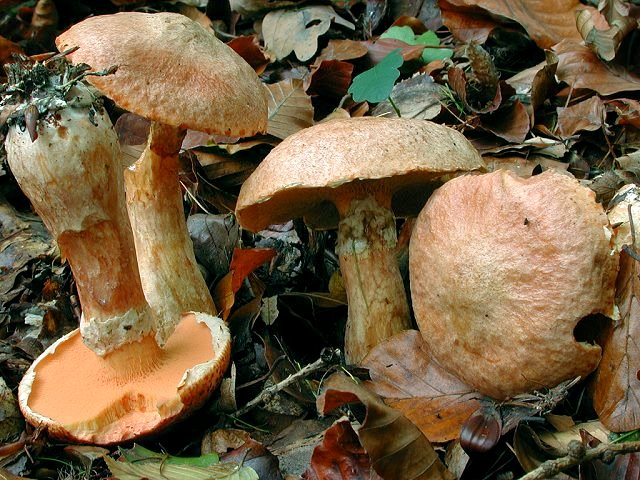
Suillus tridentinus
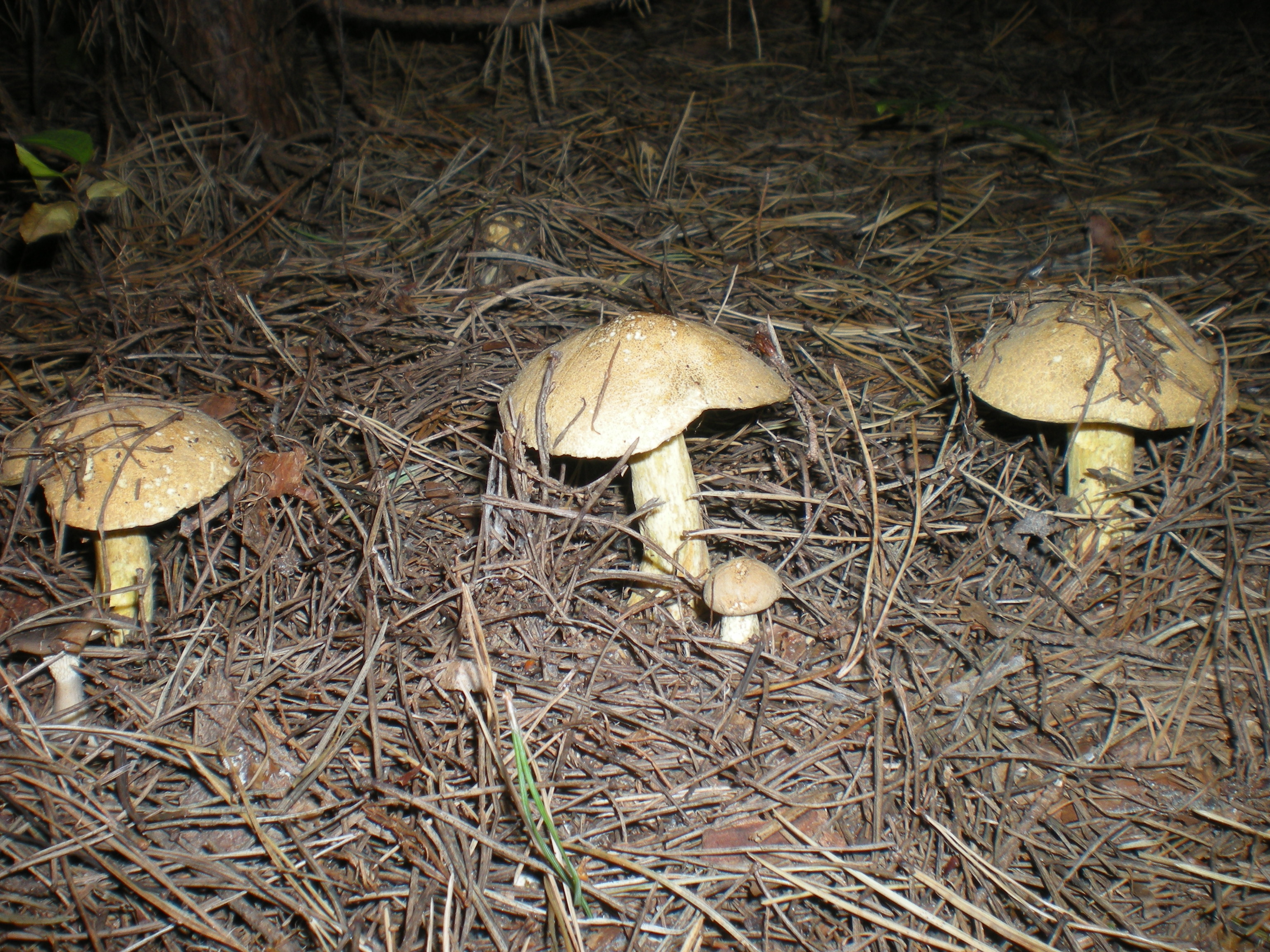
Suillus variegatus
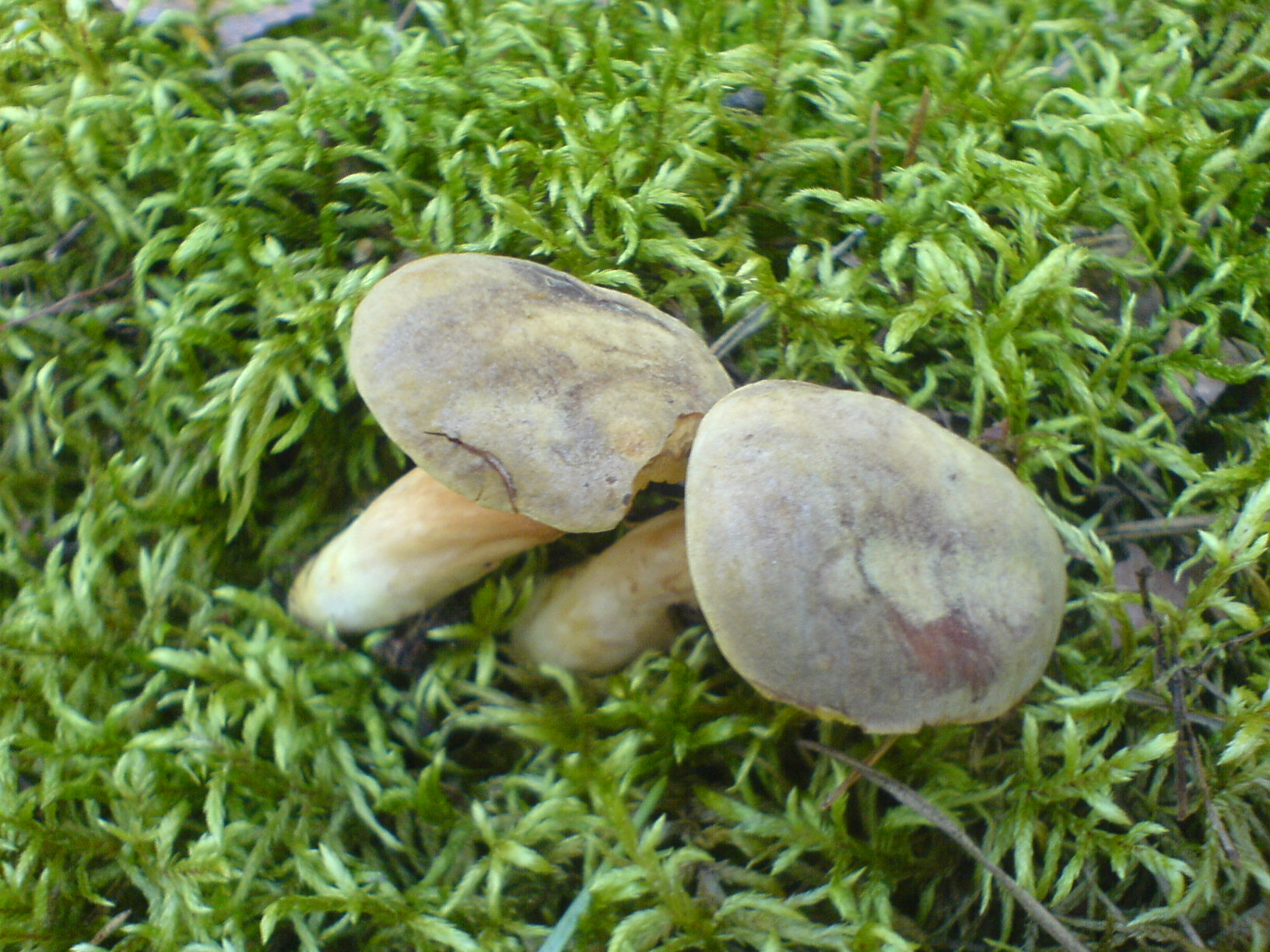
Xerocomus subtomentosus

## Valorificare
Acest burete este destul de gustos. Deși ceva mai mic, el poate fi pregătit în bucătărie ca Suillus grevillei (untoasa cu inel). Cuticula cleioasă trebuie să fie îndepărtată și piciorul scurtat, cel mai bine imediat după cules.